# Eleccions parlamentàries finlandeses de 1966
Les eleccions parlamentàries finlandeses del 1966 es van celebrar el 15 de març de 1966. El partit més votat fou el socialdemòcrata i el seu cap Rafael Paasio fou nomenat primer ministre de Finlàndia.

## Resultats
|                          |                                          |           |        |          |     |  |
| Partit                   | Partit                                   | Vots      | %      | Escons   | +/– |  |
|                          | Partit Socialdemòcrata                   | 645,339   | 27.23  | 55 / 200 | 17  |  |
|                          | Partit del Centre                        | 503,047   | 21.23  | 49 / 200 | 4   |  |
|                          | Lliga Democràtica Popular Finlandesa     | 502,374   | 21.20  | 41 / 200 | 6   |  |
|                          | Partit de la Coalició Nacional           | 326,928   | 13.79  | 26 / 200 | 6   |  |
|                          | Partit Popular Liberal                   | 153,259   | 6.47   | 9 / 200  | 5   |  |
|                          | Partit Popular Suec                      | 134,831   | 5.69   | 11 / 200 | 2   |  |
|                          | Unió Socialdemòcrata                     | 61,274    | 2.59   | 7 / 200  | 5   |  |
|                          | Partit dels Petits Camperols             | 24,351    | 1.03   | 1 / 200  | 1   |  |
|                          | Lliga Cristiana                          | 10,646    | 0.45   | 0 / 200  | Nou |  |
|                          | Coalició d'Åland                         | 7,118     | 0.30   | 1 / 200  | =   |  |
|                          | Partit de la Independència               | 513       | 0.02   | 0 / 200  | Nou |  |
|                          | Dones cristianes de Finlàndia Occidental | 124       | 0,01   | 0 / 200  | Nou |  |
|                          | Mentalitat cristiana del nord de Savònia | 30        | 0,00   | 0 / 200  | Nou |  |
|                          | Altres                                   | 51        | 0,00   | 0 / 200  | =   |  |
|                          | Escrits                                  | 161       | 0,01   | 0 / 200  | =   |  |
| Total                    | Total                                    | 2.370.046 | 100    | 200      | =   |  |
|                          |                                          |           |        |          |     |  |
| Vots vàlids              | Vots vàlids                              | 2.370.046 | 99,64  |          |     |  |
| Invàlids / en blanc      | Invàlids / en blanc                      | 8.537     | 0,36   |          |     |  |
| Vots totals              | Vots totals                              | 2.378.583 | 100.00 |          |     |  |
| Votants Registrats       | Votants Registrats                       | 2.800.461 | 84,94  |          |     |  |
| Font: Tilastokeskus 2004 |                                          |           |        |          |     |  |